# Simmering

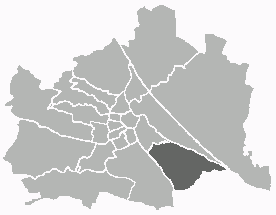

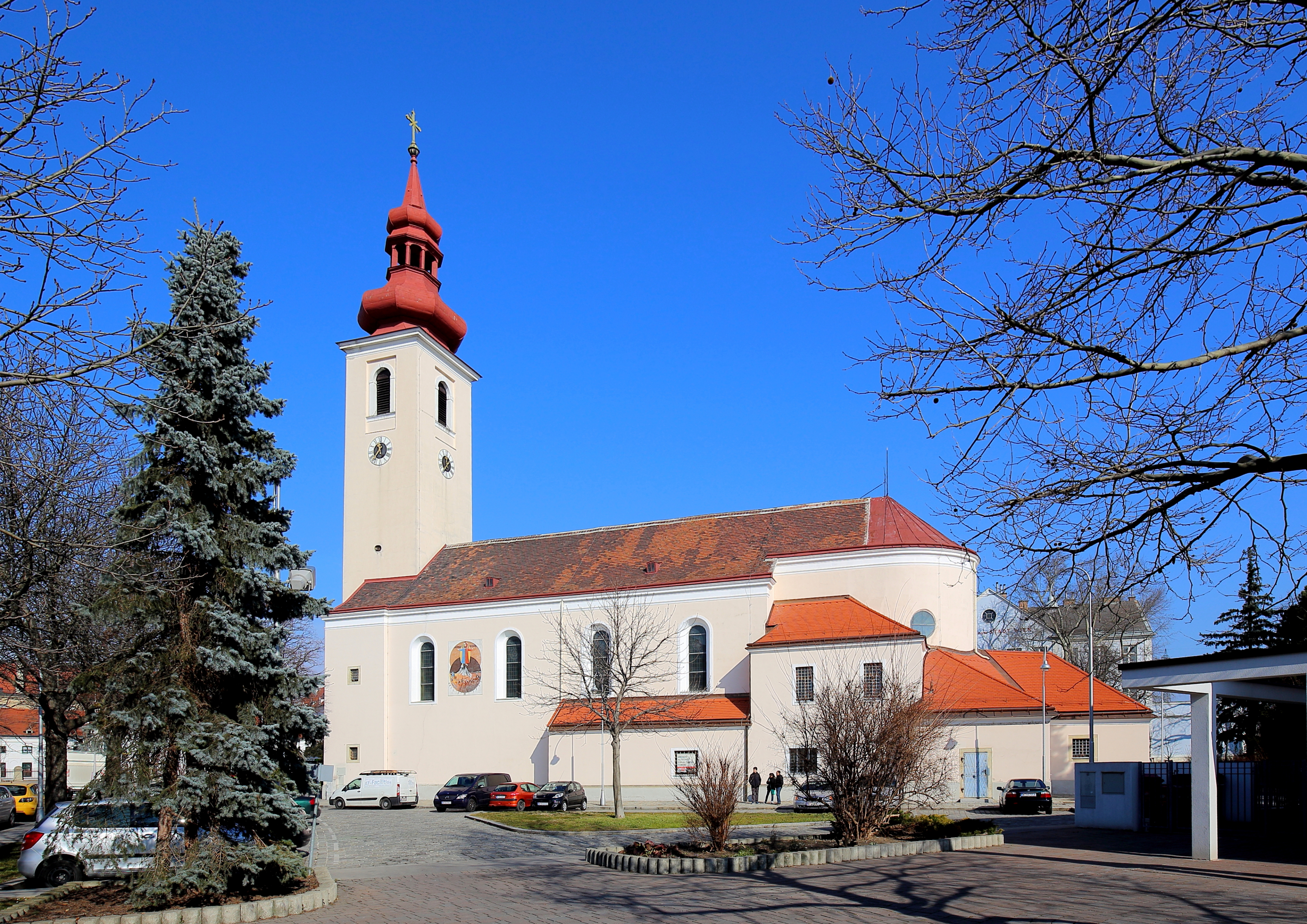
En kyrka i Simmering

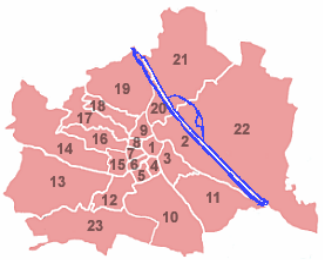
Wiens distrikt. Simmering har nummer 11.

Simmering är ett distrikt (tyska: Gemeindebezirk) i Österrikes huvudstad Wien. Wien är indelat i 23 distrikt och Simmering har distriktsnummer 11.
Antalet invånare år 2022 är 105 000. Arean är 23,3 kvadratkilometer.
De första tecknen på bosättning är från 1028. På kyrkogården Urnenfriedhof Wien-Simmering är den österrikiske författaren h. c. artmann (1921–2000) begravd.